# Горан Јелисић
Горан Јелисић (Бијељина, 7. јуни 1968) је Србин који је осуђен пред Међународним кривичним судом за бившу Југославију на 40 година затвора за злочине против човјечности и кршење закона или обичаја рата.

## Оптужница
Прва званична оптужница против Јелисића и Ранка Чешића је подигнута 21. јула 1995. године. У измијењеној оптужници од 13. маја 1998. године, Јелисић је оптужен за тридесет и два злочина: петнаест злочина против човјечности, шеснаест случајева кршења закона или обичаја рата и геноцид.
По оптужници, током маја 1992. године, Јелисић је постављен за команданта логора „Лука“, у близини Брчког, за који се вјерује да је постојао између маја и јула 1992.
Јелисић је оптужен да је скоро сваког дана, у периоду док је био у логору „Лука“, улазио у главни хангар логора у којем је чувана већина затвореника и бирао кога ће испитивати, обично праћен стражарима. Током испитивања Јелисић би их тукао, пуцао у њих и убијао. Обично је пуцао у главу или у леђа, са мале удаљености, а тијела су касније уклањана на различите начине, често уз помоћ других затвореника, бацањем у Саву или одношењем у масовну гробницу ван Брчког. Поред тврдње да је лично убио велики број непознатих лица муслиманске националности, у оптужници су наведена и бројна конкретна имена чију је смрт директно проузроковао оптужени.
У оптужници за геноцид, тврди се да је Јелисић имао јасне намјере да уништи значајан број муслиманског становништва као националне, етничке или религијске групе и да је систематски убијао Муслимане у полицијској станици Брчко, „Ласер бус компанију“ и логору „Лука“. Оптужница га је теретила и да је у логору био познат под надимком који је сâм себи дао, „Српски Адолф“, да је говорио да је у Брчко дошао да би убијао Муслимане и да је затворенике обавјештавао колико је Муслимана већ побио.
22. јануара 1998. године, Јелисића су ухапсиле снаге Сфора.

## Пресуда
Јелисић је 29. октобра 1998. године признао кривицу за петнаест злочина против човјечности и шеснаест случајева кршења закона и обичаја рата, али не и за геноцид. Суд је изрекао усмену пресуду 19. октобра 1999, ослобађајући га оптужнице за геноцид и додјељујући му казну од 40 година затвора. Пресуда је писмено потврђена 14. децембра 1999. Његови злочини обухватају убиство 12 људи, пребијање четворо људи и пљачку личне имовине у подручју Брчког. Судско вијеће је нарочито истакла Јелисићеву садистичку и звјерску природу, хладнокрвно чињење убистава и третирање особа које свједочи о његовом дубоком презиру ка човјечанству и праву људи на живот.
Пребачен је 29. маја 2003. године  у Италију на служење казне. Вријеме проведено у притвору од 22. јануара 1998. му је урачунато у казну.